# (2324) Janice
(2324) Janice es un asteroide perteneciente al cinturón de asteroides, descubierto el 7 de noviembre de 1978 por Eleanor F. Helin y el también astrónomo Schelte John Bus desde el Observatorio del Monte Palomar, Estados Unidos.

## Designación y nombre
Designado provisionalmente como 1978 VS4. Fue nombrado Janice en honor a la astrónoma Janice Cline que impulsó el estudio de los asteroides en su observatorio.